# Daniel Kehr
Daniel Louis Guillaume Kehr (ur. 26 czerwca 1882 w Elbeuf, zm. 18 lipca 1948 w Albi) – francuski gimnastyk, który wystąpił na Letnich Igrzyskach Olimpijskich 1900.
Podczas tych igrzysk startował w jedynej rozegranej konkurencji gimnastycznej - wieloboju indywidualnym mężczyzn. Na tę konkurencję składało się 16 ćwiczeń, za które można było zdobyć maksymalnie 320 punktów (20 za każdą konkurencję). Zawodnik ten zdobył 178 punktów, co w łącznym zestawieniu uplasowało go na 120. miejscu wśród zawodników sklasyfikowanych.